# Barèges
Barèges – miejscowość i gmina we Francji, w regionie Oksytania, w departamencie Pireneje Wysokie.
Według danych na rok 1990 gminę zamieszkiwało 257 osób, a gęstość zaludnienia wynosiła 6 osób/km² (wśród 3020 gmin regionu Midi-Pireneje Barèges plasuje się na 807. miejscu pod względem liczby ludności, natomiast pod względem powierzchni na miejscu 144.).